# Jeux olympiques d'été
Pour un article plus général, voir Jeux olympiques.
Pour les jeux d'hiver, voir Jeux olympiques d'hiver. Pour les jeux paralympiques, voir Jeux paralympiques d'été.
Navigation
- 1896
- 1900
- 1904
- 1908
- 1912
- 1916
- 1920
- 1924
- 1928
- 1932
- 1936
- 1940
- 1944
- 1948
- 1952
- 1956
- 1960
- 1964
- 1968
- 1972
- 1976
- 1980
- 1984
- 1988
- 1992
- 1996
- 2000
- 2004
- 2008
- 2012
- 2016
- 2020
- 2024
- 2028
- 2032

Les Jeux olympiques d'été sont une compétition multisports mondiale supervisés par le Comité international olympique et se déroulent tous les quatre ans. Lors de la création des Jeux olympiques d'hiver en 1924 et jusqu'en 1992, les Jeux d'été et d'hiver sont organisés la même année. Depuis 1994, Jeux d'été et d'hiver sont décalés de deux ans.
Les Jeux olympiques d'Athènes en 1896 proposaient initialement 42 disciplines et réunissaient moins de 250 athlètes au total. Les Jeux olympiques d'été de 2016, qui se sont tenus à Rio de Janeiro, ont accueilli 11 402 athlètes issus de 206 nations et concourant dans 306 épreuves.
Les États-Unis occupent depuis de nombreuses années la première place au palmarès des nations, totalisant après les Jeux de Londres, 2 399 médailles dont 757 en or, tandis que le nageur américain Michael Phelps est le recordman de médailles (28) et de titres (23) aux Jeux olympiques, été et hiver compris.

## Histoire
Le 25 novembre 1892, alors que la fédération omnisports française fête son cinquième anniversaire dans le grand amphithéâtre de la Sorbonne à Paris, Pierre de Coubertin appelle à la rénovation des Jeux olympiques.
Deux ans plus tard, le 23 juin 1894, se tint à la Sorbonne le « Congrès pour le rétablissement des Jeux olympiques ». Devant l’absence de réactions à son appel à la rénovation des Jeux olympiques deux ans plus tôt, Pierre de Coubertin parvient alors à convaincre l'Angleterre, les États-Unis, mais aussi la Jamaïque, la Nouvelle-Zélande ou la Suède notamment. Plus de 2 000 personnes représentant douze nations assistent finalement au congrès, qui vote à l’unanimité la rénovation des Jeux olympiques. Une autre décision importante prise à l’occasion de ce congrès est la condamnation des règlements sportifs de certaines fédérations (anglaises notamment) excluant les ouvriers et les artisans au nom d’un élitisme social qui allait à l’encontre des idéaux égalitaires français.
Seuls six pays ont eu des athlètes à chaque édition des Jeux olympiques d’été : l'Australie, la France, la Grande-Bretagne, la Grèce, l'Italie et la Suisse. Le seul pays à avoir obtenu au moins une médaille d’or à chaque Jeux d’été est la Grande-Bretagne, avec une seule médaille d’or en 1904, 1952 et 1996 et jusqu'à cinquante-six médailles d’or en 1908.
En général, seules les nations reconnues sont représentées, mais quelques pays dont la légitimité est contestée sont autorisés à participer. Le CIO a demandé par exemple à Taïwan — à ne pas confondre avec la République populaire de Chine — de participer sous le nom « Taipei chinois » avec un drapeau qui n'est pas celui de la Chine afin d'éviter que la République populaire de Chine ne se sente offensée.

## Règles de qualification
Les règles de qualification de chaque sport olympique sont fixées par les fédérations internationales qui régissent les compétitions internationales dudit sport.
Pour les sports individuels, les athlètes sont souvent qualifiés après avoir réalisé certaines performances dans une compétition internationale, ou en étant suffisamment bien classés dans le classement (si classement il y a) de la fédération concernée. Les Comités nationaux olympiques peuvent proposer un nombre limité d'athlètes pour chaque discipline (3 en général), et décident des athlètes à présenter si le quota de qualifiés maximum a été dépassé. On voit ainsi dans un certain nombre de disciplines des athlètes issus de pays en voie de développement ayant un niveau relativement faible.
Les nations qualifient leurs équipes pour les sports d'équipe en passant par des tournois continentaux de qualifications, qui offrent selon le continent un certain nombre de places. L'équipe du pays hôte est généralement qualifiée d'office.

## Liste des Jeux olympiques d'été

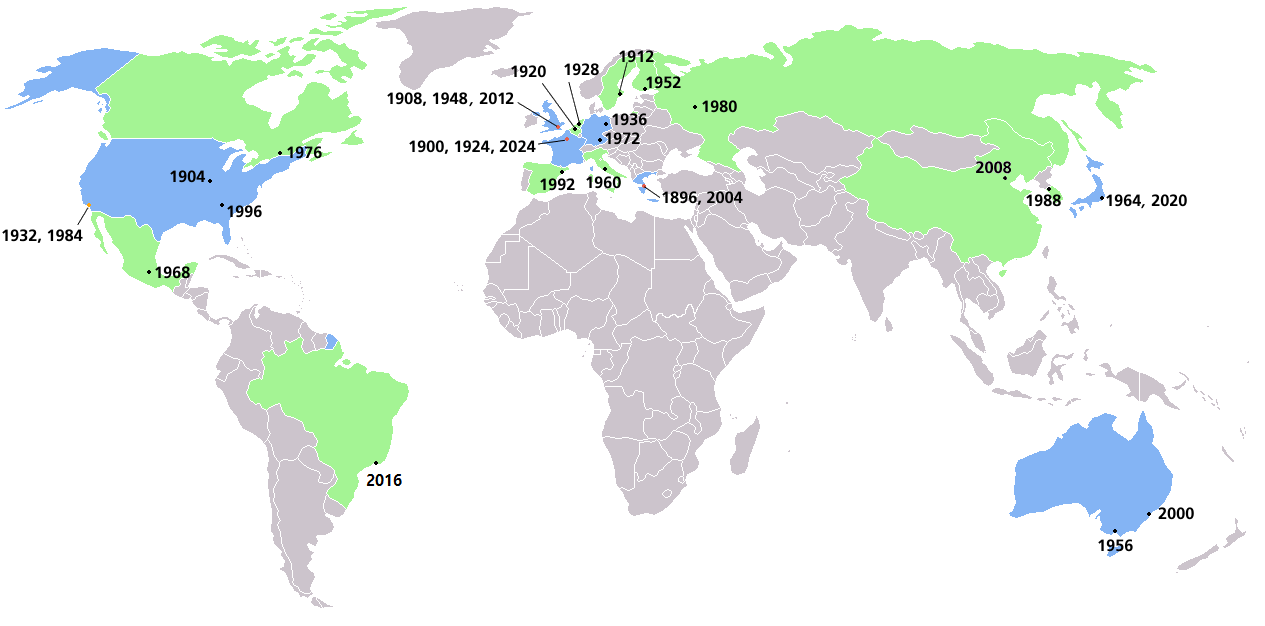
Lieux des Jeux olympiques d'été. Les pays ayant accueilli les Jeux d'été plusieurs fois sont en bleu.

### Villes hôtes
| Olympiade | Année | Hôte                                                                                  | Dates                                                                                 | Nations                                                                               | Athlètes                                                                              | Athlètes                                                                              | Athlètes                                                                              | Sports                                                                                | Épreuves                                                                              |
| Olympiade | Année | Hôte                                                                                  | Dates                                                                                 | Nations                                                                               | Total                                                                                 | Hommes                                                                                | Femmes                                                                                | Sports                                                                                | Épreuves                                                                              |
| --------- | ----- | ------------------------------------------------------------------------------------- | ------------------------------------------------------------------------------------- | ------------------------------------------------------------------------------------- | ------------------------------------------------------------------------------------- | ------------------------------------------------------------------------------------- | ------------------------------------------------------------------------------------- | ------------------------------------------------------------------------------------- | ------------------------------------------------------------------------------------- |
| Ire       | 1896  | Athènes (1), Grèce (1)                                                                | 6 – 15 avril 1896                                                                     | 14                                                                                    | 241                                                                                   | 241                                                                                   | 0                                                                                     | 9                                                                                     | 43                                                                                    |
| IIe       | 1900  | Paris (1), France (1)                                                                 | 14 mai – 28 octobre 1900                                                              | 24                                                                                    | 997                                                                                   | 975                                                                                   | 22                                                                                    | 18                                                                                    | 85                                                                                    |
| IIIe      | 1904  | St. Louis, États-Unis (1)                                                             | 1er juillet – 23 novembre 1904                                                        | 12                                                                                    | 651                                                                                   | 645                                                                                   | 6                                                                                     | 17                                                                                    | 91                                                                                    |
| IVe       | 1908  | Londres (1), Royaume-Uni (1)                                                          | 27 avril – 31 octobre 1908                                                            | 22                                                                                    | 2 008                                                                                 | 1 971                                                                                 | 37                                                                                    | 22                                                                                    | 110                                                                                   |
| Ve        | 1912  | Stockholm, Suède                                                                      | 6 – 22 juillet 1912                                                                   | 28                                                                                    | 2 407                                                                                 | 2 359                                                                                 | 48                                                                                    | 14                                                                                    | 102                                                                                   |
| VIe       | 1916  | Jeux attribués à Berlin, Allemagne. Annulés à cause de la Première Guerre mondiale.   | Jeux attribués à Berlin, Allemagne. Annulés à cause de la Première Guerre mondiale.   | Jeux attribués à Berlin, Allemagne. Annulés à cause de la Première Guerre mondiale.   | Jeux attribués à Berlin, Allemagne. Annulés à cause de la Première Guerre mondiale.   | Jeux attribués à Berlin, Allemagne. Annulés à cause de la Première Guerre mondiale.   | Jeux attribués à Berlin, Allemagne. Annulés à cause de la Première Guerre mondiale.   | Jeux attribués à Berlin, Allemagne. Annulés à cause de la Première Guerre mondiale.   | Jeux attribués à Berlin, Allemagne. Annulés à cause de la Première Guerre mondiale.   |
| VIIe      | 1920  | Anvers, Belgique                                                                      | 14 août – 12 septembre 1920                                                           | 29                                                                                    | 2 626                                                                                 | 2 561                                                                                 | 65                                                                                    | 22                                                                                    | 156                                                                                   |
| VIIIe     | 1924  | Paris (2), France (2)                                                                 | 5 – 27 juillet 1924                                                                   | 44                                                                                    | 3 089                                                                                 | 2 954                                                                                 | 135                                                                                   | 17                                                                                    | 126                                                                                   |
| IXe       | 1928  | Amsterdam, Pays-Bas                                                                   | 28 juillet – 12 août 1928                                                             | 46                                                                                    | 2 883                                                                                 | 2 606                                                                                 | 277                                                                                   | 14                                                                                    | 109                                                                                   |
| Xe        | 1932  | Los Angeles (1), États-Unis (2)                                                       | 30 juillet – 14 août 1932                                                             | 37                                                                                    | 1 332                                                                                 | 1 206                                                                                 | 126                                                                                   | 14                                                                                    | 117                                                                                   |
| XIe       | 1936  | Berlin, Allemagne (1)                                                                 | 1 – 16 août 1936                                                                      | 49                                                                                    | 3 963                                                                                 | 3 632                                                                                 | 331                                                                                   | 19                                                                                    | 129                                                                                   |
| XIIe      | 1940  | Jeux attribués à Tokyo, Japon. Annulés à cause de la Seconde Guerre mondiale.         | Jeux attribués à Tokyo, Japon. Annulés à cause de la Seconde Guerre mondiale.         | Jeux attribués à Tokyo, Japon. Annulés à cause de la Seconde Guerre mondiale.         | Jeux attribués à Tokyo, Japon. Annulés à cause de la Seconde Guerre mondiale.         | Jeux attribués à Tokyo, Japon. Annulés à cause de la Seconde Guerre mondiale.         | Jeux attribués à Tokyo, Japon. Annulés à cause de la Seconde Guerre mondiale.         | Jeux attribués à Tokyo, Japon. Annulés à cause de la Seconde Guerre mondiale.         | Jeux attribués à Tokyo, Japon. Annulés à cause de la Seconde Guerre mondiale.         |
| XIIIe     | 1944  | Jeux attribués à Londres, Royaume-Uni. Annulés à cause de la Seconde Guerre mondiale. | Jeux attribués à Londres, Royaume-Uni. Annulés à cause de la Seconde Guerre mondiale. | Jeux attribués à Londres, Royaume-Uni. Annulés à cause de la Seconde Guerre mondiale. | Jeux attribués à Londres, Royaume-Uni. Annulés à cause de la Seconde Guerre mondiale. | Jeux attribués à Londres, Royaume-Uni. Annulés à cause de la Seconde Guerre mondiale. | Jeux attribués à Londres, Royaume-Uni. Annulés à cause de la Seconde Guerre mondiale. | Jeux attribués à Londres, Royaume-Uni. Annulés à cause de la Seconde Guerre mondiale. | Jeux attribués à Londres, Royaume-Uni. Annulés à cause de la Seconde Guerre mondiale. |
| XIVe      | 1948  | Londres (2), Royaume-Uni (2)                                                          | 29 juillet – 14 août 1948                                                             | 59                                                                                    | 4 104                                                                                 | 3 714                                                                                 | 390                                                                                   | 17                                                                                    | 136                                                                                   |
| XVe       | 1952  | Helsinki, Finlande                                                                    | 19 juillet – 3 août 1952                                                              | 69                                                                                    | 4 955                                                                                 | 4 436                                                                                 | 519                                                                                   | 17                                                                                    | 149                                                                                   |
| XVIe      | 1956  | Melbourne, Australie (1)                                                              | 22 novembre – 9 décembre 1956                                                         | 72                                                                                    | 3 314                                                                                 | 2 938                                                                                 | 376                                                                                   | 17                                                                                    | 151                                                                                   |
| XVIIe     | 1960  | Rome, Italie                                                                          | 25 août – 11 septembre 1960                                                           | 83                                                                                    | 5 338                                                                                 | 4 727                                                                                 | 611                                                                                   | 17                                                                                    | 150                                                                                   |
| XVIIIe    | 1964  | Tokyo (1), Japon (1)                                                                  | 10 – 24 octobre 1964                                                                  | 93                                                                                    | 5 151                                                                                 | 4 473                                                                                 | 678                                                                                   | 19                                                                                    | 163                                                                                   |
| XIXe      | 1968  | Mexico, Mexique                                                                       | 12 – 27 octobre 1968                                                                  | 112                                                                                   | 5 516                                                                                 | 4 735                                                                                 | 781                                                                                   | 18                                                                                    | 172                                                                                   |
| XXe       | 1972  | Munich, Allemagne de l'Ouest (2)                                                      | 26 août – 11 septembre 1972                                                           | 121                                                                                   | 7 134                                                                                 | 6 075                                                                                 | 1 059                                                                                 | 21                                                                                    | 195                                                                                   |
| XXIe      | 1976  | Montréal, Canada                                                                      | 17 juillet – 1er août 1976                                                            | 92                                                                                    | 6 084                                                                                 | 4 824                                                                                 | 1 260                                                                                 | 21                                                                                    | 198                                                                                   |
| XXIIe     | 1980  | Moscou, Union soviétique                                                              | 19 juillet – 3 août 1980                                                              | 80                                                                                    | 5 179                                                                                 | 4 064                                                                                 | 1 115                                                                                 | 21                                                                                    | 203                                                                                   |
| XXIIIe    | 1984  | Los Angeles (2), États-Unis (3)                                                       | 28 juillet – 12 août 1984                                                             | 140                                                                                   | 6 829                                                                                 | 5 263                                                                                 | 1 566                                                                                 | 21                                                                                    | 221                                                                                   |
| XXIVe     | 1988  | Séoul, Corée du Sud                                                                   | 17 septembre – 2 octobre 1988                                                         | 160                                                                                   | 8 391                                                                                 | 6 197                                                                                 | 2 194                                                                                 | 23                                                                                    | 237                                                                                   |
| XXVe      | 1992  | Barcelone, Espagne                                                                    | 25 juillet – 9 août 1992                                                              | 169                                                                                   | 9 356                                                                                 | 6 652                                                                                 | 2 704                                                                                 | 25                                                                                    | 257                                                                                   |
| XXVIe     | 1996  | Atlanta, États-Unis (4)                                                               | 19 juillet – 4 août 1996                                                              | 197                                                                                   | 10 318                                                                                | 6 806                                                                                 | 3 512                                                                                 | 26                                                                                    | 271                                                                                   |
| XXVIIe    | 2000  | Sydney, Australie (2)                                                                 | 15 septembre – 1er octobre 2000                                                       | 199                                                                                   | 10 651                                                                                | 6 582                                                                                 | 4 069                                                                                 | 28                                                                                    | 300                                                                                   |
| XXVIIIe   | 2004  | Athènes (2), Grèce (2)                                                                | 13 – 29 août 2004                                                                     | 201                                                                                   | 10 625                                                                                | 6 296                                                                                 | 4 329                                                                                 | 28                                                                                    | 301                                                                                   |
| XXIXe     | 2008  | Pékin, Chine                                                                          | 8 – 24 août 2008                                                                      | 204                                                                                   | 10 942                                                                                | 6 305                                                                                 | 4 637                                                                                 | 28                                                                                    | 302                                                                                   |
| XXXe      | 2012  | Londres (3), Royaume-Uni (3)                                                          | 27 juillet – 12 août 2012                                                             | 204                                                                                   | 10 565                                                                                | 5 892                                                                                 | 4 676                                                                                 | 26                                                                                    | 302                                                                                   |
| XXXIe     | 2016  | Rio de Janeiro, Brésil                                                                | 5 – 21 août 2016                                                                      | 207                                                                                   | 11 238                                                                                | 6 179                                                                                 | 5 059                                                                                 | 28                                                                                    | 306                                                                                   |
| XXXIIe    | 2020  | Tokyo (2), Japon (2)                                                                  | 23 juillet – 8 août 2021                                                              | 206                                                                                   | 11 676                                                                                | 5 982                                                                                 | 5 494                                                                                 | 33                                                                                    | 339                                                                                   |
| XXXIIIe   | 2024  | Paris (3), France (3)                                                                 | 26 juillet – 11 août 2024                                                             | 206                                                                                   | 10 714                                                                                | 5 357                                                                                 | 5 357                                                                                 | 32                                                                                    | 329                                                                                   |
| XXXIVe    | 2028  | Los Angeles (3), États-Unis (5)                                                       | 14 – 30 juillet 2028                                                                  | Événement à venir                                                                     | Événement à venir                                                                     | Événement à venir                                                                     | Événement à venir                                                                     | 35                                                                                    |                                                                                       |
| XXXVe     | 2032  | Brisbane, Australie (3)                                                               | 23 juillet – 8 août 2032                                                              | Événement à venir                                                                     | Événement à venir                                                                     | Événement à venir                                                                     | Événement à venir                                                                     | Événement à venir                                                                     | Événement à venir                                                                     |

### Récapitulatif des pays hôtes
| Olympiades accueillies                                                                              | Pays             | Années d'accueil             | Villes hôtes                           |
| --------------------------------------------------------------------------------------------------- | ---------------- | ---------------------------- | -------------------------------------- |
| 5                                                                                                   | États-Unis       | 1904, 1932, 1984, 1996, 2028 | Saint-Louis, Los Angeles (3), Atlanta, |
| 3                                                                                                   | Australie        | 1956, 2000, 2032             | Melbourne, Sydney, Brisbane            |
| 3                                                                                                   | France           | 1900, 1924, 2024             | Paris                                  |
| 3                                                                                                   | Royaume-Uni      | 1908, 1948, 2012             | Londres                                |
| 2                                                                                                   | Allemagne        | 1936, 1972                   | Berlin, Munich                         |
| 2                                                                                                   | Grèce            | 1896, 2004                   | Athènes                                |
| 2                                                                                                   | Japon            | 1964, 2020                   | Tokyo                                  |
| 1                                                                                                   | Belgique         | 1920                         | Anvers                                 |
| 1                                                                                                   | Brésil           | 2016                         | Rio de Janeiro                         |
| 1                                                                                                   | Canada           | 1976                         | Montréal                               |
| 1                                                                                                   | Chine            | 2008                         | Pékin                                  |
| 1                                                                                                   | Corée du Sud     | 1988                         | Séoul                                  |
| 1                                                                                                   | Espagne          | 1992                         | Barcelone                              |
| 1                                                                                                   | Finlande         | 1952                         | Helsinki                               |
| 1                                                                                                   | Italie           | 1960                         | Rome                                   |
| 1                                                                                                   | Mexique          | 1968                         | Mexico                                 |
| 1                                                                                                   | Pays-Bas         | 1928                         | Amsterdam                              |
| 1                                                                                                   | Suède            | 1912                         | Stockholm                              |
| 1                                                                                                   | Union soviétique | 1980                         | Moscou                                 |
| Légende : en gras, la prochaine édition des JO ; en italique, les éditions futures déjà attribuées. |                  |                              |                                        |

## Liste des disciplines olympiques
Ci-dessous figure la liste des différentes disciplines sportives pour lesquelles ont été organisées des compétitions olympiques officielles (avec le nombre d'épreuves à chaque édition) ou des compétitions de démonstration (indiquées par un d), au cours des différentes olympiades d’été. Cinq d’entre elles ont été l’objet de compétitions officielles au cours de toutes les olympiades d’été : l’athlétisme, l'escrime, la gymnastique artistique le cyclisme et la natation.
| Athlétisme           | Athlétisme           |                      | 1896                 | 12 | 23 | 25 | 21 | 26  | 30  | 29  | 27  | 27  | 29  | 29  | 33  | 33  | 33  | 34  | 36  | 36  | 38  | 37  | 38  | 41  | 42  | 43  | 44  | 46  | 46  | 47  | 47  | 47  | 48  | 48  |   |
| Aviron               | Aviron               |                      | 1900                 |    | 5  | 5  | 6  | 4   | 4   | 5   | 7   | 7   | 7   | 7   | 7   | 7   | 7   | 7   | 7   | 7   | 7   | 14  | 14  | 14  | 14  | 14  | 14  | 14  | 14  | 14  | 14  | 14  | 14  | 14  |   |
| Badminton            | Badminton            |                      | 1992                 |    |    |    |    |     |     |     |     |     |     |     |     |     |     |     |     |     | d   |     |     |     | e   | 4   | 5   | 5   | 5   | 5   | 5   | 5   | 5   | 5   |   |
| BaseballSoftball     | Baseball             |                      | 1992                 |    |    |    |    |     | d   |     |     |     |     | d   |     |     | d   |     | d   |     |     |     |     | d   | d   | 1   | 1   | 1   | 1   | 1   |     |     | 1   |     | 1 |
| BaseballSoftball     | Softball             |                      | 1996                 |    |    |    |    |     |     |     |     |     |     |     |     |     |     |     |     |     |     |     |     |     |     |     | 1   | 1   | 1   | 1   |     |     | 1   |     | 1 |
| Basket-ball          | Basket-ball          |                      | 1936                 |    |    | d  | d  |     |     |     |     |     |     | 1   | 1   | 1   | 1   | 1   | 1   | 1   | 1   | 2   | 2   | 2   | 2   | 2   | 2   | 2   | 2   | 2   | 2   | 2   | 2   | 2   | 2 |
| Basket-ball          | Basket 3x3           |                      | 2020                 |    |    |    |    |     |     |     |     |     |     |     |     |     |     |     |     |     |     |     |     |     |     |     |     |     |     |     |     |     | 2   | 2   | 2 |
| Boxe                 | Boxe                 |                      | 1904                 |    |    | 7  |    | 5   |     | 8   | 8   | 8   | 8   | 8   | 8   | 10  | 10  | 10  | 10  | 11  | 11  | 11  | 11  | 12  | 12  | 12  | 12  | 12  | 11  | 11  | 13  | 13  | 13  | 13  |   |
| Breaking             | Breaking             |                      | 2024                 |    |    |    |    |     |     |     |     |     |     |     |     |     |     |     |     |     |     |     |     |     |     |     |     |     |     |     |     |     |     | 2   |   |
| Canoë-kayak          | Course en ligne      |                      | 1936                 |    |    |    |    |     |     |     | d   |     |     | 9   | 9   | 9   | 9   | 7   | 7   | 7   | 7   | 11  | 11  | 12  | 12  | 12  | 12  | 12  | 12  | 12  | 12  | 12  | 12  | 10  |   |
| Canoë-kayak          | Slalom               |                      | 1972                 |    |    |    |    |     |     |     |     |     |     |     |     |     |     |     |     |     | 4   |     |     |     |     | 4   | 4   | 4   | 4   | 4   | 4   | 4   | 4   | 6   |   |
| Cyclisme             | BMX                  |                      | 2008                 |    |    |    |    |     |     |     |     |     |     |     |     |     |     |     |     |     |     |     |     |     |     |     |     |     |     | 2   | 2   | 2   | 4   | 4   |   |
| Cyclisme             | VTT                  |                      | 1996                 |    |    |    |    |     |     |     |     |     |     |     |     |     |     |     |     |     |     |     |     |     |     |     | 2   | 2   | 2   | 2   | 2   | 2   | 2   | 2   |   |
| Cyclisme             | sur piste            |                      | 1896                 | 5  | 2  | 7  | 5  | 6   |     | 4   | 4   | 4   | 4   | 4   | 4   | 4   | 4   | 4   | 5   | 5   | 5   | 4   | 4   | 5   | 6   | 7   | 8   | 12  | 12  | 10  | 10  | 10  | 12  | 12  |   |
| Cyclisme             | sur route            |                      | 1896                 | 1  |    |    | 1  |     | 2   | 2   | 2   | 2   | 2   | 2   | 2   | 2   | 2   | 2   | 2   | 2   | 2   | 2   | 2   | 3   | 3   | 3   | 4   | 4   | 4   | 4   | 4   | 4   | 4   | 4   |   |
| Équitation           | Équitation           |                      | 1900                 |    | 3  |    |    |     | 5   | 7   | 5   | 6   | 6   | 6   | 6   | 6   | 6   | 5   | 6   | 6   | 6   | 6   | 6   | 6   | 6   | 6   | 6   | 6   | 6   | 6   | 6   | 6   | 6   | 6   |   |
| Escalade             | Escalade             |                      | 2020                 |    |    |    |    |     |     |     |     |     |     |     |     |     |     |     |     |     |     |     |     |     |     |     |     |     |     |     |     |     | 2   | 4   |   |
| Escrime              | Escrime              |                      | 1896                 | 3  | 7  | 5  | 8  | 4   | 5   | 6   | 7   | 7   | 7   | 7   | 7   | 7   | 7   | 8   | 8   | 8   | 8   | 8   | 8   | 8   | 8   | 8   | 10  | 10  | 10  | 10  | 10  | 10  | 12  | 12  |   |
| Football             | Football             |                      | 1900                 |    | 1  | 1  | 1  | 1   | 1   | 1   | 1   | 1   |     | 1   | 1   | 1   | 1   | 1   | 1   | 1   | 1   | 1   | 1   | 1   | 1   | 1   | 2   | 2   | 2   | 2   | 2   | 2   | 2   | 2   | 2 |
| Golf                 | Golf                 |                      | 1900                 |    | 2  | 2  |    |     |     |     |     |     |     |     |     |     |     |     |     |     |     |     |     |     |     |     |     |     |     |     |     | 2   | 2   | 2   | 2 |
| Gymnastique          | Gym. artistique      |                      | 1896                 | 8  | 1  | 11 | 4  | 2   | 4   | 4   | 9   | 8   | 11  | 9   | 9   | 15  | 15  | 14  | 14  | 14  | 14  | 14  | 14  | 14  | 14  | 14  | 14  | 14  | 14  | 14  | 14  | 14  | 14  | 14  |   |
| Gymnastique          | Gym. rythmique       |                      | 1984                 |    |    |    |    |     |     |     |     |     |     |     |     |     |     |     |     |     |     |     |     | 1   | 1   | 1   | 2   | 2   | 2   | 2   | 2   | 2   | 2   | 2   |   |
| Gymnastique          | Trampoline           |                      | 2000                 |    |    |    |    |     |     |     |     |     |     |     |     |     |     |     |     |     |     |     |     |     |     |     |     | 2   | 2   | 2   | 2   | 2   | 2   | 2   |   |
| Haltérophilie        | Haltérophilie        |                      | 1896                 | 2  |    | 2  | 2  |     |     | 5   | 5   | 5   | 5   | 5   | 6   | 7   | 7   | 7   | 7   | 7   | 9   | 9   | 10  | 10  | 10  | 10  | 10  | 15  | 15  | 15  | 15  | 15  | 14  | 10  |   |
| Handball             | Handball             |                      | 1936                 |    |    |    |    |     |     |     |     |     |     | 1   |     |     |     |     |     |     | 1   | 2   | 2   | 2   | 2   | 2   | 2   | 2   | 2   | 2   | 2   | 2   | 2   | 2   | 2 |
| Hockey sur gazon     | Hockey sur gazon     |                      | 1908                 |    |    |    |    | 1   |     | 1   |     | 1   | 1   | 1   | 1   | 1   | 1   | 1   | 1   | 1   | 1   | 1   | 2   | 2   | 2   | 2   | 2   | 2   | 2   | 2   | 2   | 2   | 2   | 2   | 2 |
| Judo                 | Judo                 |                      | 1964                 |    |    |    |    |     |     |     |     |     |     |     |     |     |     |     | 4   |     | 6   | 6   | 8   | 8   | 7   | 14  | 14  | 14  | 14  | 14  | 14  | 14  | 15  | 15  |   |
| Lutte                | Lutte                |                      | 1896                 | 1  |    | 8  | 4  | 10  | 5   | 10  | 13  | 13  | 14  | 14  | 16  | 16  | 16  | 16  | 16  | 16  | 20  | 20  | 20  | 20  | 20  | 20  | 20  | 16  | 18  | 18  | 18  | 18  | 18  | 18  |   |
| Natation             | Natation             |                      | 1896                 | 4  | 7  | 9  | 4  | 6   | 9   | 10  | 11  | 11  | 11  | 11  | 11  | 11  | 13  | 15  | 18  | 29  | 29  | 26  | 26  | 29  | 31  | 31  | 32  | 32  | 32  | 32  | 32  | 32  | 35  | 35  |   |
| Natation             | Nat. synchronisée    |                      | 1984                 |    |    |    |    |     |     |     |     |     |     |     |     |     |     |     |     |     |     |     |     | 2   | 2   | 2   | 1   | 2   | 2   | 2   | 2   | 2   | 2   | 2   |   |
| Natation             | Nage en eau libre    |                      | 2008                 |    |    |    |    |     |     |     |     |     |     |     |     |     |     |     |     |     |     |     |     |     |     |     |     |     |     | 2   | 2   | 2   | 2   | 2   |   |
| Natation             | Plongeon             |                      | 1904                 |    |    | 2  | 1  | 2   | 4   | 5   | 5   | 4   | 4   | 4   | 4   | 4   | 4   | 4   | 4   | 4   | 4   | 4   | 4   | 4   | 4   | 4   | 4   | 8   | 8   | 8   | 8   | 8   | 8   | 8   |   |
| Natation             | Water-polo           |                      | 1900                 |    | 1  | 1  |    | 1   | 1   | 1   | 1   | 1   | 1   | 1   | 1   | 1   | 1   | 1   | 1   | 1   | 1   | 1   | 1   | 1   | 1   | 1   | 1   | 2   | 2   | 2   | 2   | 2   | 2   | 2   | 2 |
| Pentathlon moderne   | Pentathlon moderne   |                      | 1912                 |    |    |    |    |     | 1   | 1   | 1   | 1   | 1   | 1   | 1   | 2   | 2   | 2   | 2   | 2   | 2   | 2   | 2   | 2   | 2   | 2   | 1   | 2   | 2   | 2   | 2   | 2   | 2   | 2   |   |
| Rugby à sept         | Rugby à sept         |                      | 2016                 |    |    |    |    |     |     |     |     |     |     |     |     |     |     |     |     |     |     |     |     |     |     |     |     |     |     |     |     | 2   | 2   | 2   | 2 |
| Skateboard           | Skateboard           |                      | 2020                 |    |    |    |    |     |     |     |     |     |     |     |     |     |     |     |     |     |     |     |     |     |     |     |     |     |     |     |     |     | 4   | 4   |   |
| Surf                 | Surf                 |                      | 2020                 |    |    |    |    |     |     |     |     |     |     |     |     |     |     |     |     |     |     |     |     |     |     |     |     |     |     |     |     |     | 2   | 2   | 2 |
| Taekwondo            | Taekwondo            |                      | 2000                 |    |    |    |    |     |     |     |     |     |     |     |     |     |     |     |     |     |     |     |     |     | d   | d   |     | 8   | 8   | 8   | 8   | 8   | 8   | 8   |   |
| Tennis               | Tennis               |                      | 1896                 | 2  | 4  | 2  | 4  | 6   | 8   | 5   | 5   |     |     |     |     |     |     |     |     | d e |     |     |     | d   | 4   | 4   | 4   | 4   | 4   | 4   | 5   | 5   | 5   | 5   | 5 |
| Tennis de table      | Tennis de table      |                      | 1988                 |    |    |    |    |     |     |     |     |     |     |     |     |     |     |     |     |     |     |     |     |     | 4   | 4   | 4   | 4   | 4   | 4   | 4   | 4   | 5   | 5   | 5 |
| Tir à l'arc          | Tir à l'arc          |                      | 1900                 |    | 6  | 6  |    | 3   |     | 10  |     |     |     |     |     |     |     |     |     |     | 2   | 2   | 2   | 2   | 4   | 4   | 4   | 4   | 4   | 4   | 4   | 4   | 5   | 5   |   |
| Tir sportif          | Tir sportif          |                      | 1896                 | 5  | 9  |    | 16 | 15  | 18  | 21  | 10  |     | 2   | 3   | 4   | 7   | 7   | 6   | 6   | 7   | 8   | 7   | 7   | 11  | 13  | 13  | 15  | 17  | 17  | 15  | 15  | 15  | 15  | 15  |   |
| Triathlon            | Triathlon            |                      | 2000                 |    |    |    |    |     |     |     |     |     |     |     |     |     |     |     |     |     |     |     |     |     |     |     |     | 2   | 2   | 2   | 2   | 2   | 3   | 3   |   |
| Volley-ball          | VB en salle          |                      | 1964                 |    |    |    |    |     |     |     |     |     |     |     |     |     |     |     | 2   | 2   | 2   | 2   | 2   | 2   | 2   | 2   | 2   | 2   | 2   | 2   | 2   | 2   | 2   | 2   | 2 |
| Volley-ball          | Beach-volley         |                      | 1996                 |    |    |    |    |     |     |     |     |     |     |     |     |     |     |     |     |     |     |     |     |     |     | d   | 2   | 2   | 2   | 2   | 2   | 2   | 2   | 2   | 2 |
| Voile                | Voile                |                      | 1900                 |    | 10 |    |    | 4   | 4   | 14  | 3   | 3   | 4   | 4   | 5   | 5   | 5   | 5   | 5   | 5   | 6   | 6   | 6   | 7   | 8   | 10  | 10  | 11  | 11  | 11  | 10  | 10  | 10  | 10  |   |
| Compétitions (total) | Compétitions (total) | Compétitions (total) | Compétitions (total) | 43 | 89 | 96 | 78 | 110 | 102 | 156 | 126 | 109 | 117 | 129 | 136 | 149 | 151 | 150 | 163 | 172 | 195 | 198 | 203 | 221 | 237 | 257 | 271 | 300 | 301 | 302 | 302 | 306 | 339 | 329 |   |

Abréviations : d : sport de démonstration - e : sport d'exhibition

### Anciens sports
| Cricket             | Cricket             |  | 1900 | -    |  | 1 |   |   |   |   |   |                                                              |                                                              |                                                              |                                                              |                                                              |                                                              |                                                              |                                                              |                                                              |                                                              |                                                              |                                                              |                                                              |                                                              |                                                              |                                                              |                                                              |                                                              |                                                              |                                                              |                                                              |                                                              |                                                              |                                                              |                                                              |                                                              |
| Croquet             | Croquet             |  | 1900 | 1900 |  | 3 |   |   |   |   |   |                                                              |                                                              |                                                              |                                                              |                                                              |                                                              |                                                              |                                                              |                                                              |                                                              |                                                              |                                                              |                                                              |                                                              |                                                              |                                                              |                                                              |                                                              |                                                              |                                                              |                                                              |                                                              |                                                              |                                                              |                                                              |                                                              |
| Crosse              | Crosse              |  | 1904 | -    |  |   | 1 |   | 1 |   |   |                                                              | d                                                            | d                                                            |                                                              | d                                                            |                                                              |                                                              |                                                              |                                                              |                                                              |                                                              |                                                              |                                                              |                                                              |                                                              |                                                              |                                                              |                                                              |                                                              |                                                              |                                                              |                                                              |                                                              |                                                              |                                                              |                                                              |
| Handball à onze     | Handball à onze     |  | 1936 | 1936 |  |   |   |   |   |   |   |                                                              |                                                              |                                                              | 1                                                            |                                                              |                                                              |                                                              |                                                              |                                                              |                                                              |                                                              |                                                              |                                                              |                                                              |                                                              |                                                              |                                                              |                                                              |                                                              |                                                              |                                                              |                                                              |                                                              |                                                              |                                                              |                                                              |
| Hockey sur glace    | Hockey sur glace    |  | 1920 | 1920 |  |   |   |   |   |   | 1 | inscrit au programme des Jeux olympiques d'hiver depuis 1924 | inscrit au programme des Jeux olympiques d'hiver depuis 1924 | inscrit au programme des Jeux olympiques d'hiver depuis 1924 | inscrit au programme des Jeux olympiques d'hiver depuis 1924 | inscrit au programme des Jeux olympiques d'hiver depuis 1924 | inscrit au programme des Jeux olympiques d'hiver depuis 1924 | inscrit au programme des Jeux olympiques d'hiver depuis 1924 | inscrit au programme des Jeux olympiques d'hiver depuis 1924 | inscrit au programme des Jeux olympiques d'hiver depuis 1924 | inscrit au programme des Jeux olympiques d'hiver depuis 1924 | inscrit au programme des Jeux olympiques d'hiver depuis 1924 | inscrit au programme des Jeux olympiques d'hiver depuis 1924 | inscrit au programme des Jeux olympiques d'hiver depuis 1924 | inscrit au programme des Jeux olympiques d'hiver depuis 1924 | inscrit au programme des Jeux olympiques d'hiver depuis 1924 | inscrit au programme des Jeux olympiques d'hiver depuis 1924 | inscrit au programme des Jeux olympiques d'hiver depuis 1924 | inscrit au programme des Jeux olympiques d'hiver depuis 1924 | inscrit au programme des Jeux olympiques d'hiver depuis 1924 | inscrit au programme des Jeux olympiques d'hiver depuis 1924 | inscrit au programme des Jeux olympiques d'hiver depuis 1924 | inscrit au programme des Jeux olympiques d'hiver depuis 1924 | inscrit au programme des Jeux olympiques d'hiver depuis 1924 | inscrit au programme des Jeux olympiques d'hiver depuis 1924 | inscrit au programme des Jeux olympiques d'hiver depuis 1924 | inscrit au programme des Jeux olympiques d'hiver depuis 1924 |
| Jeu de paume        | Jeu de paume        |  | 1908 | 1908 |  | d |   |   | 1 |   |   |                                                              |                                                              |                                                              |                                                              |                                                              |                                                              |                                                              |                                                              |                                                              |                                                              |                                                              |                                                              |                                                              |                                                              |                                                              |                                                              |                                                              |                                                              |                                                              |                                                              |                                                              |                                                              |                                                              |                                                              |                                                              |                                                              |
| Jeu de raquettes    | Jeu de raquettes    |  | 1908 | 1908 |  |   |   |   | 2 |   |   |                                                              |                                                              |                                                              |                                                              |                                                              |                                                              |                                                              |                                                              |                                                              |                                                              |                                                              |                                                              |                                                              |                                                              |                                                              |                                                              |                                                              |                                                              |                                                              |                                                              |                                                              |                                                              |                                                              |                                                              |                                                              |                                                              |
| Karaté              | Karaté              |  | 2020 | 2020 |  |   |   |   |   |   |   |                                                              |                                                              |                                                              |                                                              |                                                              |                                                              |                                                              |                                                              |                                                              |                                                              |                                                              |                                                              |                                                              |                                                              |                                                              |                                                              |                                                              |                                                              |                                                              |                                                              |                                                              |                                                              | 8                                                            |                                                              |                                                              |                                                              |
| Motonautisme        | Motonautisme        |  | 1908 | 1908 |  | d |   |   | 3 |   |   |                                                              |                                                              |                                                              |                                                              |                                                              |                                                              |                                                              |                                                              |                                                              |                                                              |                                                              |                                                              |                                                              |                                                              |                                                              |                                                              |                                                              |                                                              |                                                              |                                                              |                                                              |                                                              |                                                              |                                                              |                                                              |                                                              |
| Patinage artistique | Patinage artistique |  | 1908 | 1920 |  |   |   |   | 4 |   | 3 | inscrit au programme des Jeux olympiques d'hiver depuis 1924 | inscrit au programme des Jeux olympiques d'hiver depuis 1924 | inscrit au programme des Jeux olympiques d'hiver depuis 1924 | inscrit au programme des Jeux olympiques d'hiver depuis 1924 | inscrit au programme des Jeux olympiques d'hiver depuis 1924 | inscrit au programme des Jeux olympiques d'hiver depuis 1924 | inscrit au programme des Jeux olympiques d'hiver depuis 1924 | inscrit au programme des Jeux olympiques d'hiver depuis 1924 | inscrit au programme des Jeux olympiques d'hiver depuis 1924 | inscrit au programme des Jeux olympiques d'hiver depuis 1924 | inscrit au programme des Jeux olympiques d'hiver depuis 1924 | inscrit au programme des Jeux olympiques d'hiver depuis 1924 | inscrit au programme des Jeux olympiques d'hiver depuis 1924 | inscrit au programme des Jeux olympiques d'hiver depuis 1924 | inscrit au programme des Jeux olympiques d'hiver depuis 1924 | inscrit au programme des Jeux olympiques d'hiver depuis 1924 | inscrit au programme des Jeux olympiques d'hiver depuis 1924 | inscrit au programme des Jeux olympiques d'hiver depuis 1924 | inscrit au programme des Jeux olympiques d'hiver depuis 1924 | inscrit au programme des Jeux olympiques d'hiver depuis 1924 | inscrit au programme des Jeux olympiques d'hiver depuis 1924 | inscrit au programme des Jeux olympiques d'hiver depuis 1924 | inscrit au programme des Jeux olympiques d'hiver depuis 1924 | inscrit au programme des Jeux olympiques d'hiver depuis 1924 | inscrit au programme des Jeux olympiques d'hiver depuis 1924 | inscrit au programme des Jeux olympiques d'hiver depuis 1924 |
| Pelote basque       | Pelote basque       |  | 1900 | 1900 |  | 1 |   |   |   |   |   | d                                                            |                                                              |                                                              |                                                              |                                                              |                                                              |                                                              |                                                              |                                                              | d                                                            |                                                              |                                                              |                                                              |                                                              |                                                              | d                                                            |                                                              |                                                              |                                                              |                                                              |                                                              |                                                              |                                                              |                                                              |                                                              |                                                              |
| Polo                | Polo                |  | 1900 | 1936 |  | 1 |   |   | 1 |   | 1 | 1                                                            |                                                              |                                                              | 1                                                            |                                                              |                                                              |                                                              |                                                              |                                                              |                                                              |                                                              |                                                              |                                                              |                                                              |                                                              |                                                              |                                                              |                                                              |                                                              |                                                              |                                                              |                                                              |                                                              |                                                              |                                                              |                                                              |
| Roque               | Roque               |  | 1904 | 1904 |  |   | 1 |   |   |   |   |                                                              |                                                              |                                                              |                                                              |                                                              |                                                              |                                                              |                                                              |                                                              |                                                              |                                                              |                                                              |                                                              |                                                              |                                                              |                                                              |                                                              |                                                              |                                                              |                                                              |                                                              |                                                              |                                                              |                                                              |                                                              |                                                              |
| Rugby à XV          | Rugby à XV          |  | 1900 | 1924 |  | 1 |   |   | 1 |   | 1 | 1                                                            |                                                              |                                                              |                                                              |                                                              |                                                              |                                                              |                                                              |                                                              |                                                              |                                                              |                                                              |                                                              |                                                              |                                                              |                                                              |                                                              |                                                              |                                                              |                                                              |                                                              |                                                              |                                                              |                                                              |                                                              |                                                              |
| Tir à la corde      | Tir à la corde      |  | 1900 | 1920 |  | 1 | 1 | 1 | 1 | 1 | 1 |                                                              |                                                              |                                                              |                                                              |                                                              |                                                              |                                                              |                                                              |                                                              |                                                              |                                                              |                                                              |                                                              |                                                              |                                                              |                                                              |                                                              |                                                              |                                                              |                                                              |                                                              |                                                              |                                                              |                                                              |                                                              |                                                              |

## Tableau des médailles

### Total des médailles olympiques par pays
Somme des médailles remportées aux Jeux d'été depuis 1896, d'après le Comité international olympique. Tableau actualisé après les Jeux olympiques d'été de 2016 :
| Nation             | Or   | Argent | Bronze | Total | Participations |
| États-Unis         | 1102 | 881    | 782    | 2765  | 29             |
| Union soviétique   | 395  | 319    | 296    | 1010  | 9              |
| Allemagne          | 297  | 339    | 371    | 1007  | 26             |
| Grande-Bretagne    | 299  | 337    | 344    | 980   | 30             |
| Chine              | 302  | 226    | 198    | 726   | 12             |
| France             | 238  | 279    | 296    | 813   | 30             |
| Italie             | 228  | 201    | 228    | 657   | 29             |
| Hongrie            | 187  | 161    | 182    | 530   | 28             |
| Allemagne de l'Est | 153  | 129    | 127    | 409   | 5              |
| Russie             | 149  | 125    | 152    | 426   | 6              |

En italique les entités politiques n'existant plus aujourd'hui.

### Tableau récapitulatif des positions des pays participants dans le classement final par édition
Ce tableau regroupe les 5 meilleurs pays au classement des médailles final de chaque olympiade. Le classement est obtenu par nombre décroissant de 1res places obtenues, puis par ordre de 2es places et ainsi de suite.
| Rang | Pays                        | Première place | Deuxième place                                     | Troisième place            | Quatrième place            | Cinquième place                                    | Nb JO |
| --- | --------------------------- | --- | -------------------------------------------------- | -------------------------- | -------------------------- | -------------------------------------------------- | ----- |
| 1. | États-Unis                  | 19 : 1896, 1904, 1912, 1920, 1924, 1928, 1932, 1948, 1952, 1964, 1968, 1984, 1996, 2000, 2004, 2012, 2016, 2020, 2024 | 8 : 1900, 1908, 1936, 1956, 1960, 1972, 1992, 2008 | 2 : 1976, 1988             | –                          | –                                                  | 29    |
| 2. | Union soviétique            | 6 : 1956, 1960, 1972, 1976, 1980, 1988                                                                                | 3 : 1952, 1964, 1968                               | –                          | –                          | –                                                  | 9     |
| 3. | Chine                       | 1 : 2008 | 4 : 2004, 2012, 2020, 2024                         | 2 : 2000, 2016             | 3 : 1984, 1992, 1996       | –                                                  | 12    |
| 4. | Allemagne                   | 1 : 1936 | 2 : 1904, 1928                                     | 4 : 1896, 1984, 1992, 1996 | 4 : 1960, 1964, 1972, 1976 | 5 : 1908, 1988, 2000, 2008, 2016                   | 26    |
| 5. | Grande-Bretagne             | 1 : 1908 | 1 : 2016                                           | 4 : 1900, 1912, 1920, 2012 | 3 : 1924, 2008, 2020       | 1 : 1896                                           | 30    |
| 6. | France                      | 1 : 1900 | –                                                  | 3 : 1924, 1932, 1948       | 2 : 1896, 1908             | 4 : 1912, 1936, 1996, 2024                         | 30    |
| 7. | Équipe unifiée de l’ex-URSS | 1 : 1992 | –                                                  | –                          | –                          | –                                                  | 1     |
| 8. | Suède                       | – | 3 : 1912, 1920, 1948                               | 1 : 1908                   | 3 : 1928, 1932, 1952       | –                                                  | 29    |
| 9. | Allemagne de l'Est          | – | 3 : 1976, 1980, 1988                               | 1 : 1972                   | –                          | 1 : 1968                                           | 5     |
| 10. | Russie                      | – | 2 : 1996, 2000                                     | 2 : 2004, 2008             | 2 : 2012, 2016             | –                                                  | 9     |
| 11. | Finlande                    | – | 1 : 1924                                           | 1 : 1928                   | 2 : 1912, 1920             | 1 : 1936                                           | 27    |
| 12. | Italie                      | – | 1 : 1932                                           | 1 : 1960                   | 1 : 1936                   | 8 : 1924, 1928, 1948, 1952, 1956, 1964, 1980, 1984 | 30    |
| 13. | Grèce                       | – | 1 : 1896                                           | –                          | –                          | –                                                  | 30    |
| 13. | Roumanie                    | – | 1 : 1984                                           | –                          | –                          | –                                                  | 23    |
| 15. | Japon                       | – | –                                                  | 4 : 1964, 1968, 2020, 2024 | –                          | 4 : 1932, 1972, 1976, 2004                         | 24    |
| 16. | Hongrie                     | – | –                                                  | 2 : 1936, 1952             | 3 : 1948, 1956, 1968       | 1 : 1904                                           | 28    |
| 17. | Australie                   | – | –                                                  | 1 : 1956                   | 3 : 2000, 2004, 2024       | 1 : 1960                                           | 28    |
| 18. | Bulgarie                    | – | –                                                  | 1 : 1980                   | –                          | –                                                  | 22    |
| 18. | Canada                      | – | –                                                  | 1 : 1904                   | –                          | –                                                  | 28    |
| 20. | Cuba                        | – | –                                                  | –                          | 2 : 1904, 1980             | 1 : 1992                                           | 22    |
| 21. | Corée du Sud                | – | –                                                  | –                          | 1 : 1988                   | 1 : 2012                                           | 19    |
| 21. | Équipe mixte                | – | –                                                  | –                          | 1 : 1900                   | 1 : 1904                                           | 3     |
| 23. | Suisse                      | – | –                                                  | –                          | –                          | 1 : 1900                                           | 30    |
| 23. | Belgique                    | – | –                                                  | –                          | –                          | 1 : 1920                                           | 28    |
| 23. | ROC                         | – | –                                                  | –                          | –                          | 1 : 2020                                           | 1     |
| TOTAL | TOTAL                       | 30 | 30                                                 | 30                         | 30                         | 32                                                 |       |
| En souligné : pays organisateur cette année-là. En italique : entités politiques n'existant plus aujourd'hui. |                             | |                                                    |                            |                            |                                                    |       |